# Linares de Mora
Linares de Mora är en kommun i Spanien. Den ligger i provinsen Provincia de Teruel och regionen Aragonien, i den östra delen av landet, 270 km öster om huvudstaden Madrid. Antalet invånare är 296.